# Lake Ainslie
Lake Ainslie är en sjö i Kanada.   Den ligger i provinsen Nova Scotia, i den östra delen av landet, 1 100 km öster om huvudstaden Ottawa. Lake Ainslie ligger 57 meter över havet. Arean är 57 kvadratkilometer. Den sträcker sig 15,3 kilometer i nord-sydlig riktning, och 12,7 kilometer i öst-västlig riktning.
I omgivningarna runt Lake Ainslie växer i huvudsak blandskog. Runt Lake Ainslie är det mycket glesbefolkat, med 7 invånare per kvadratkilometer.